# Њижна Једљова
Њижна Једљова (слч. Nižná Jedľová) насељено је мјесто са административним статусом сеоске општине (слч. obec) у округу Свидњик, у Прешовском крају, Словачка Република.

## Становништво
| Година:    | 1994. | 2004.    | 2014.   | 2024.    |
| ---------- | ----- | -------- | ------- | -------- |
| Број људи: | 72    | 84       | 85      | 98       |
| Разлика:   |       | +16,66 % | +1,19 % | +15,29 % |

| Година:    | 2023. | 2024.   |
| ---------- | ----- | ------- |
| Број људи: | 99    | 98      |
| Разлика:   |       | -1,01 % |

Према подацима о броју становника из 2024. године насеље је имало 98 становника.